# 牙牌靈數
《牙牌靈數》，是流傳於清朝的單人骨牌遊戲與占卜書，以牌組的好壞來查詢籤詩占卜吉凶。

## 歷史
對日抗戰期間，在西安的景梅九常獨玩天九牌，對《牙牌靈數》很有興趣。楊絳在文革時曾擔心家中藏有此書，會被紅衛兵認為是迷信的罪证。

## 牌具
同天九牌的三十二張。

## 牌規
- 全部隨機混洗成一列後翻開，找尋三張鄰近牌是否能組成以牌型，或兩張鄰近牌成對子，而獲得不同開數總合。
  - 不同：六數字各不相同。得六開。
  - 五子：正好五數字相同。得五開。
  - 合巧：正好四數字相同，其餘數字之和於等於前者數字。得四開。
  - 分相：正好三數字相同；另外三數字也相同。得三開。
  - 馬軍：4、5、6各兩個。得三開。
  - 二三：1、2、3各兩個。得三開。
  - 二三靠：2、3、6各兩個。得三開。
  - 對子：兩牌相同。得三開。
  - 正快：正好三數字相同，其餘數字之和等於十四或以上。得一開。
- 以十二開以上為上上；十、十一開為上中；八、九開為中平；五開至七開為中下；一開至四開為下下 ；無開則須禱告再占。然後重複三次後，查詢籤詩，共一百二十五首。[4]